# 터트밍크스

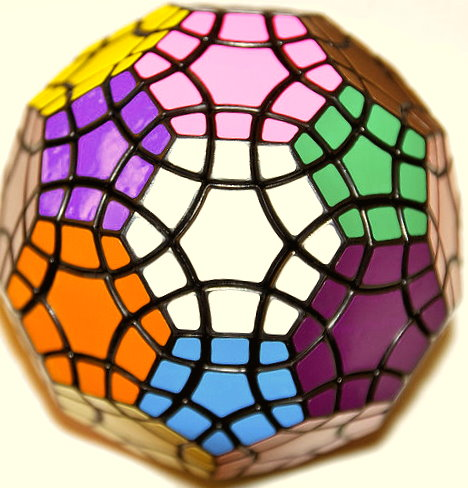
완성된 오리지날 터트밍크스.

터트밍크스(영어: Tuttminx)는 깎은 정이십면체의 모양을 한 루빅스 큐브 종류의 트위스티 퍼즐이다. 2005년에 리 터트(Lee Tutt)에 의해 고안되었다. 총 150개의 조각이 있다. 

## 해석
터트밍크스는 전체 면 중앙 조각이 32개(오각형 12개와 육각형 20개), 귀퉁이 조각이 60개 그리고 모서리 조각이 90개 있다. 면 중앙 조각 각각은 완성된 상태의 면을 구분하는 한가지 색을 가지고 있다. 모서리 조각은 두 가지, 귀퉁이 조각은 세 가지 색이 있다. 육각형 면은 각각 중앙 조각, 귀퉁이 조각 6개와 모서리 조각 6개를 가지고 있다. 반면에 오각형 면은 각각 중앙 조각, 귀퉁이 조각 5개와 모서리 조각 5개를 가진다.
퍼즐은 면을 따라 회전시키고 회전은 한 면 중앙 조각을 돌리고 그 둘레에 있는 모서리 조각과 귀퉁이 조각을 이동시킨다. 오각형 면은 두 방향으로 72° 회전시킬 수 있고, 육각형 면은 120° 회전시킬 수 있다.
퍼즐의 목적은 색을 섞고, 면마다 색 하나만이 있는 원래 상태로 복구하는 것이다.

## 조합의 수
이 퍼즐은 움직일 수 있는 조각이 150개가 있고, 움직일 수 있는 조각은 귀퉁이 조각 60개, 오각형 면에 인접한 조각(오각 모서리 조각) 60개와 인접하지 않은 조각(비-오각 조각) 30개다. 세 종류의 조각은 짝순열만이 가능하다(즉, 나머지를 그대로 두고 한 쌍의 조각만 바꿀 수 없다). 따라서, 귀퉁이 조각을 배열할 수 있는 경우는 60!/2 가지, 오각 모서리 조각은 60!/2 가지, 그리고 비-오각 모서리 조각은 30!/2 가지가 있다.
모든 귀퉁이 조각은 오각 모서리 조각처럼 한 방향만 가질 수 있다. 비-오각 모서리 조각은 모두 두 가지 방향을 가질 수 있다. 하지만 짝순열만 가능하다(한 모서리 조각만을 뒤집을 수 없다는 것을 의미한다). 즉, 모서리 조각의 방향은 229가지가 있다.
따라서 터트밍크스의 가능한 조합의 수는 다음과 같다.
{\displaystyle {\frac {60!\times 60!\times 30!\times 2^{29}}{8}}\approx 1.2325\times 10^{204}}
전체 숫자는 1 232 507 756 161 568 013 733 174 639 895 750 813 761 087 074 840 896 182 396 140 424 396 146 760 158 229 902 239 889 099 665 575 990 049 299 860 175 851 176 152 712 039 950 335 697 389 221 704 074 672 278 055 758 253 470 515 200 000 000 000 000 000 000 000 000 000 000 000이다.

## 변형
만들어진 터트밍크스의 변형이 있다. 다음은 그 중 가장 유명한 것들이다.
- 보이드 터트밍크스, 일반적인 터트밍크스에서 면 중앙 조각이 없는 것이다[2]
- 레이밍크스 (또는 기가 터트밍크스), 높은 차수의 터트밍크스이다[3]
- 퍼트밍크스, 오스카르 판데벤터르(Oskar van Deventer)에 의해 고안되었고 육각형 면을 60° 돌릴 수 있어 오각형 면과 섞일 수 있게 고안되었다.[4]

## 같이 보기
- 루빅스 큐브
- 메가밍크스
- 헬리콥터 큐브
- 피라밍크스 크리스탈
- 골드버그 다면체